# حارة لبوزة (كريتر)

تعديل مصدري - تعديل

حارة لبوزة هي إحدى حارات حي أول مايو الواقع بمديرية كريتر التابعة لمحافظة عدن، بلغ تعداد سكانها 1588 نسمة حسب تعداد اليمن لعام 2004.